# 2016年リオデジャネイロオリンピックのモロッコ選手団
2016年リオデジャネイロオリンピックのモロッコ選手団（2016ねんリオデジャネイロオリンピックのモロッコせんしゅだん）は、2016年8月5日から8月21日にかけてブラジルのリオデジャネイロで開催された2016年リオデジャネイロオリンピックのモロッコ選手団、およびその競技結果。

## 概要
今大会は銅メダル1個を獲得した。
ボクシング男子ウェルター級でモハメド・ラビーが銅メダルを獲得した。

## メダル
| メダル | 選手名           | 競技       | 種目             |
| ------ | ---------------- | ---------- | ---------------- |
| 銅     | モハメド・ラビー | ボクシング | 男子ウェルター級 |